# Jinchang
Jinchang è una città della provincia di Gansu, nell'Ovest della Cina, sede dell'omonima prefettura di Jinchang.
È situata nella parte più orientale della provincia e conta 150 765 abitanti.
Jinchang è sede di alcuni laboratori di ricerca militare e di industrie legate al nucleare.